# 旧乌特金斯克
旧乌特金斯克（羅馬化：Staroutkinsk）是俄罗斯斯维尔德洛夫斯克州的市级镇，属该州沙利亚区管辖。地处斯维尔德洛夫斯克州西南部，位于区行政中心沙利亚东偏南、州府叶卡捷琳堡西北方。伏尔加河流域丘索瓦亚河穿过该镇，其两条支流乌特卡（Утка）和达里亚河（Дарья）的河口位于该镇。西南部有一同名水库。
建于1729年。2022年人口有2,920人；2010年人口2,969；2002年人口3,241；1989年人口4,420。